# Momand Dara (huyện)
Muhmand Dara là một huyện thuộc tỉnh Nangarhar, Afghanistan. Dân số thời điểm năm 1999 là 32,911 người.